# Hipermutació somàtica
La hipermutació somàtica (SHM) és un mecanisme cel·lular, que forma part de la manera com s'adapta el sistema immunitari a nous elements estrany (per exemple bacteris). La seva funció és diversificar els receptors que utilitza el sistema immunitari per reconèixer elements estranys (antigen) i permet al sistema immunitari adaptar la seva resposta a les noves amenaces que es produeixen al llarg de la vida d'un organisme. La hipermutació somàtica implica un procés de mutació programada que afecta les regions variables dels gens de la immunoglobulina. A diferència de molts altres tipus de mutacions, la SHM afecta només a cèl·lules immunitàries individuals i les seves mutacions no es transmeten a la descendència.
S'està estudiant la possibilitat que una hipermutació somàtica incorrecta sigui un possible mecanisme del desenvolupament de limfomes de Limfòcits B.

## Localitzacions
Quan un limfòcit B reconeix un antigen, rep estímuls per a dividir (o proliferar). Durant la proliferació, el locus del receptor de limfòcits B pateix una taxa extremadament elevada de mutació, i almenys és de 10⁵-10⁶ vegades més gran que la taxa normal que es dona en el genoma. Les mutacions que es donen són principalment substitucions d'una sola base nitrogenada, amb insercions o delecions ocasionals que es donen en els "punts calents" localitzats al llarg dels segments d'ADN que codifiquen les regions variables de les immunoglobulines. Aquesta hipermutació adreçada permet seleccionar limfòcits B que expressen receptors d'immunoglobulina que tenen una capacitat augmentada de reconèixer un antigen específic.

## Mecanisme

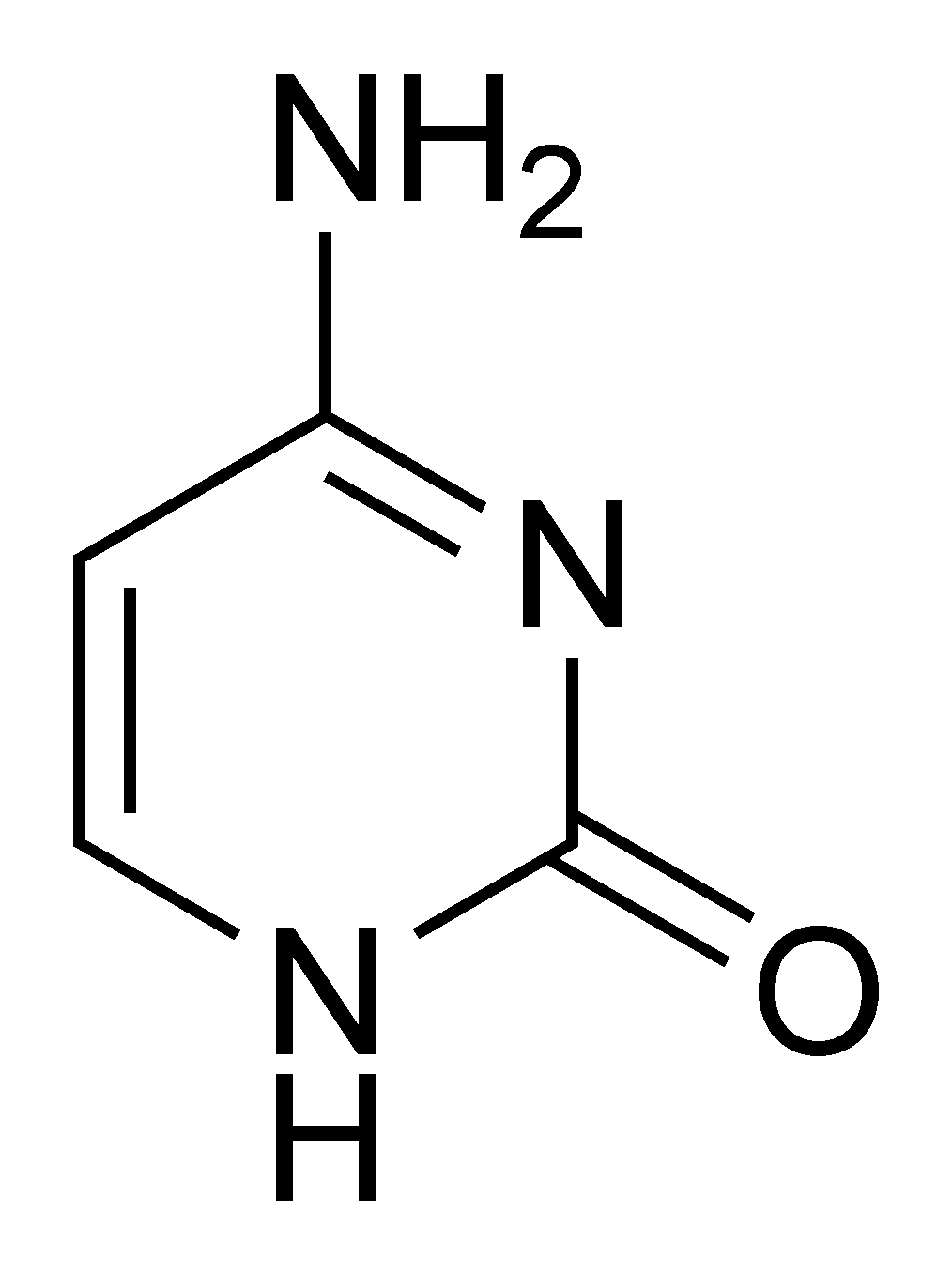
Estructura química de la citosina.

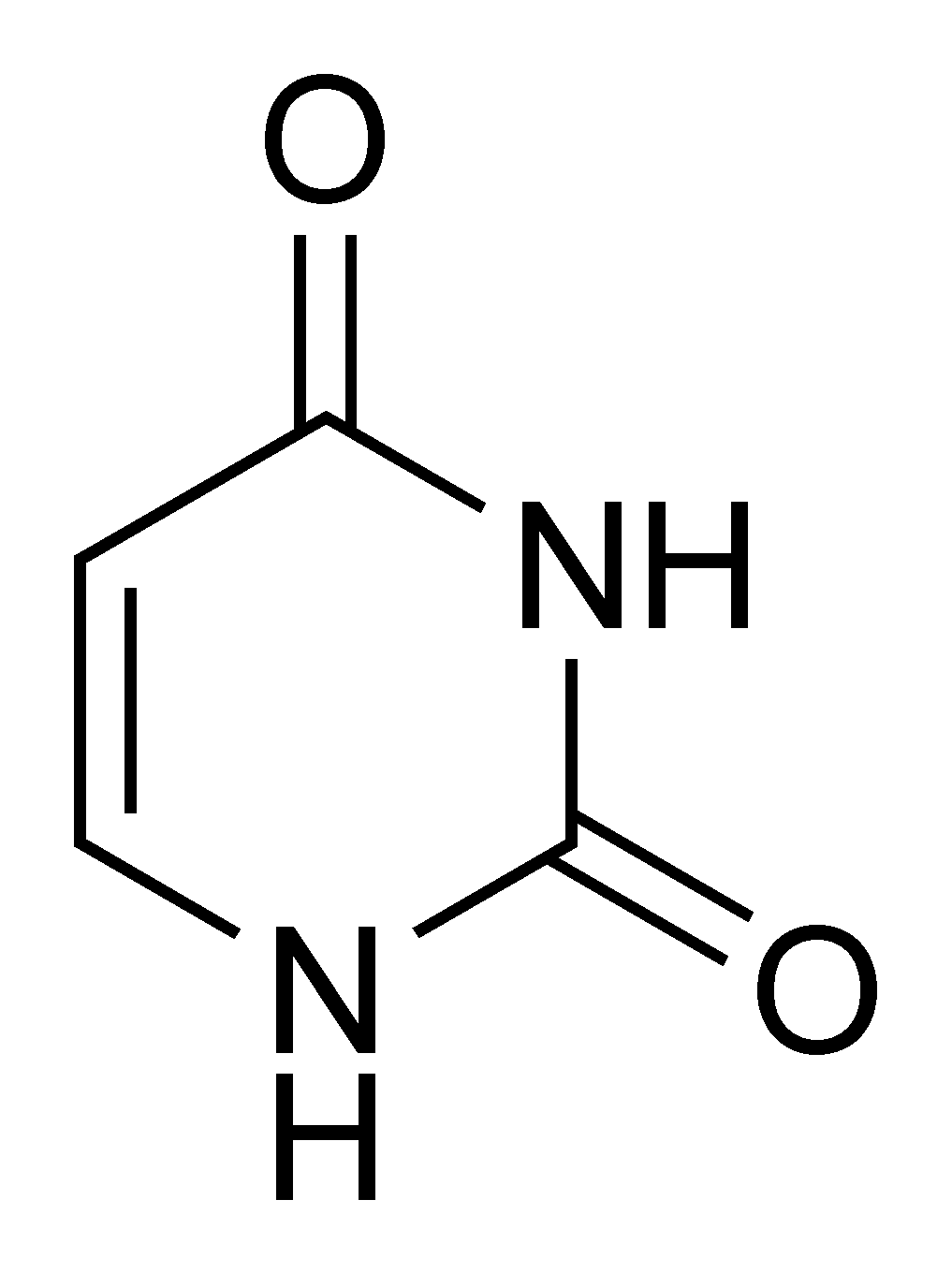
Estructura química de l'uracil.

L'evidència experimental recolza el punt de vista que el mecanisme de la SHM implica la desaminació de la citosina a uracil en l'ADN per un enzim anomenat desaminasa de citidina induïda per activació o AID. Un parell citosina: la guanina és mutada d'aquesta manera directament a uracil: les guanina desapareixerien. Els residus d'uracil no es troben normalment en l'ADN i per tant, per mantenir la integritat del genoma la major part d'aquestes mutacions s'han de reparar per enzims reparadores d'ADN d'alta fidelitat. Les bases d'uracil són retirades per l'enzim reparadora uracil-ADN glicosilasa.
La síntesi d'aquest nou ADN implica ADN polimerasa proclius a l'error, que sovint introdueixen mutacions o bé en la posició de la mateixa citosina desaminada o als parells de bases adjacents. Durant la divisió dels limfòcits B les regions variables d'ADN són transcrites i traduïdes. La introducció de mutacions a les poblacions de limfòcits B en ràpida proliferació culmina finalment en la producció de milers de limfòcits B, que posseeixen receptors lleugerament diferents i varien la seva especificitat per l'antigen, de manera que se seleccionen aquelles amb les majors afinitats per l'antigen per diferenciar-les a com cèl·lules plasmàtiques productores d'anticossos i limfòcits B amb memòria que contribueixen a intensificar la resposta immunitària després d'una reinfecció.
El procés d'hipermutació també utilitza cèl·lules que poden autoseleccionar-se contra la "signatura" de les mateixes cèl·lules de l'organisme. Existeix la hipòtesi que els errors en aquest procés de autoselecció podrien ser la causa del desenvolupament d'una resposta autoimmunitària.